# Prionopelta

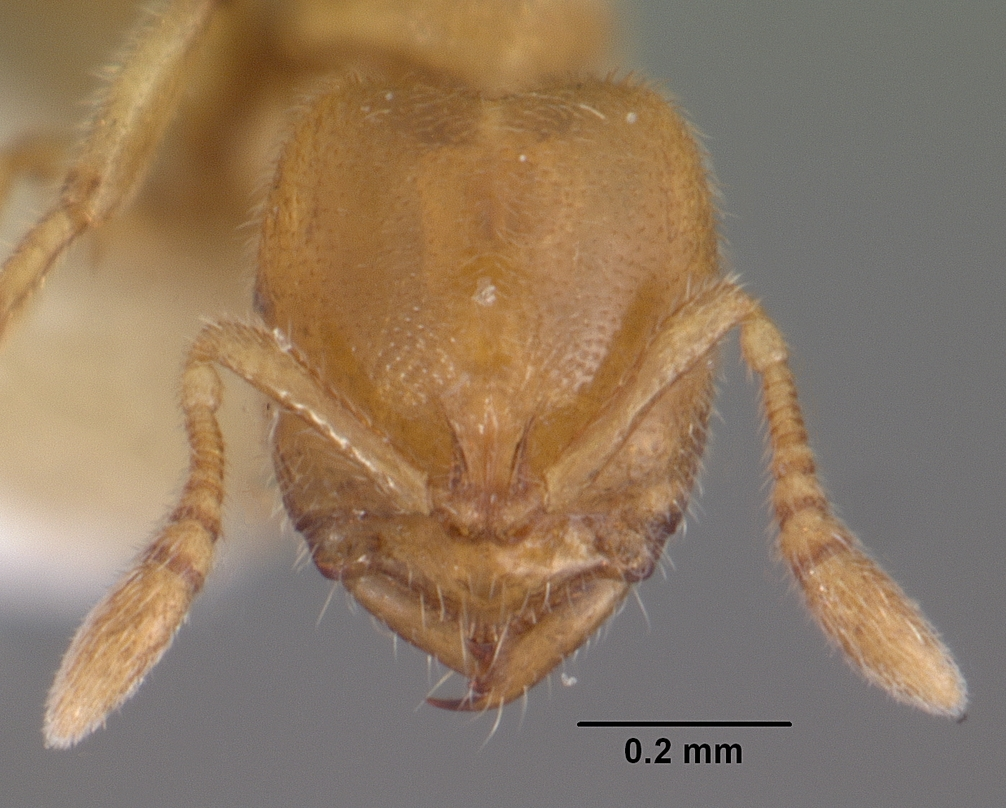
Муравей Prionopelta punctulata (рабочий).

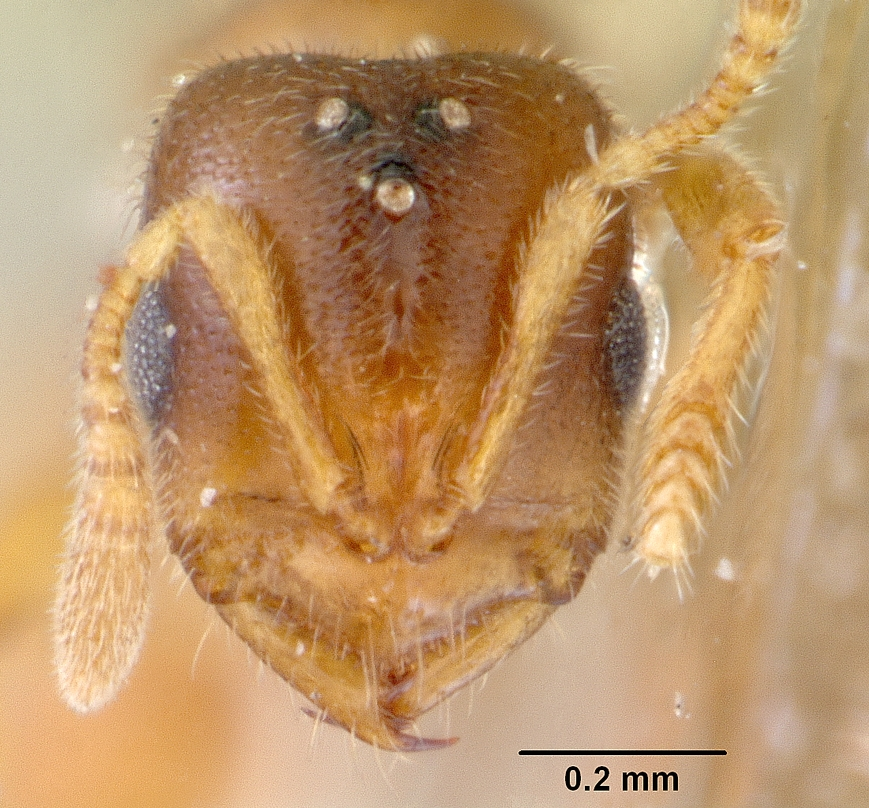
Голова самки Prionopelta punctulata.

Prionopelta (лат.) — род мелких примитивных муравьёв (Formicidae) из подсемейства Amblyoponinae. Около 20 видов.

## Распространение
Тропические области Старого и Нового Света. Афротропика (3 вида), Мадагаскар (7), Неотропика (5), Юго-Восточная Азия и Океания (6 видов). Prionopelta это лишь один из четырёх муравьиных родов (наряду с Mystrium, Euponera и Leptogenys), которые на Мадагаскаре представлены большим числом видов, чем во всей тропической Африке.

## Описание
Мелкие земляные муравьи (длина 2-3 мм) желтовато-коричневого цвета. Усики рабочих с 3-4-члениковой булавой (общее число члеников варьирует от 8 до 12), скапус короткий. У самцов усики 13-члениковые, без булавы. Глаза рабочих мелкие, расположены в среднебоковой части головы (у самок глаза среднего размера, а у самцов крупные). Жвалы вытянутые, субтреугольные с тремя зубцами: апикальный зубец самый большой, преапикальный зубец самый маленький, третий зубец средней длины. Нижнечелюстные щупики 2-члениковые, нижнегубные щупики состоят из 2 сегментов (формула щупиков 2,2). Шпоры на всех ногах гребенчатые, но на задней паре ног есть дополнительная простая шпора (формула шпор: 1гр-1гр-1гр+1пр). Стебелёк между грудкой и брюшком состоит из одного членика петиолюса, у которого отсутствует задняя поверхность, так как он широко прикреплён к брюшку. Гнездятся в почве под какими-либо объектами (камнями, корнями), муравьи редко появляются на поверхности и фуражируют в припочвенном лиственном слое.

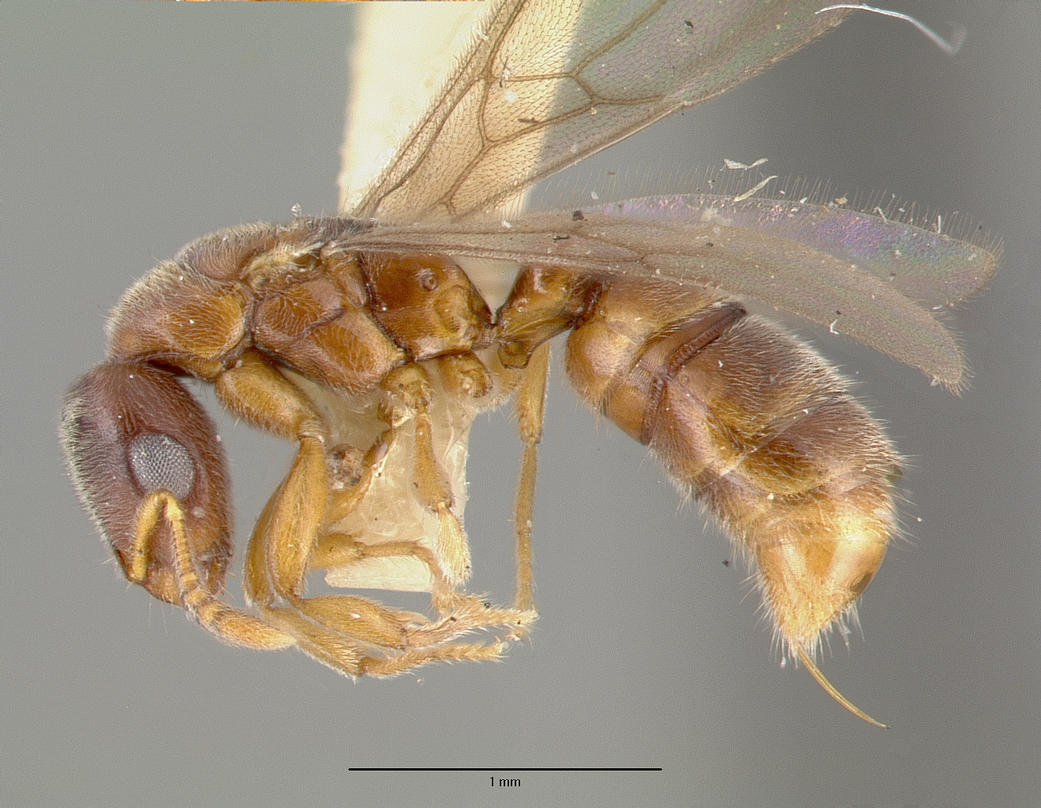
Крылатая самка Prionopelta majuscula
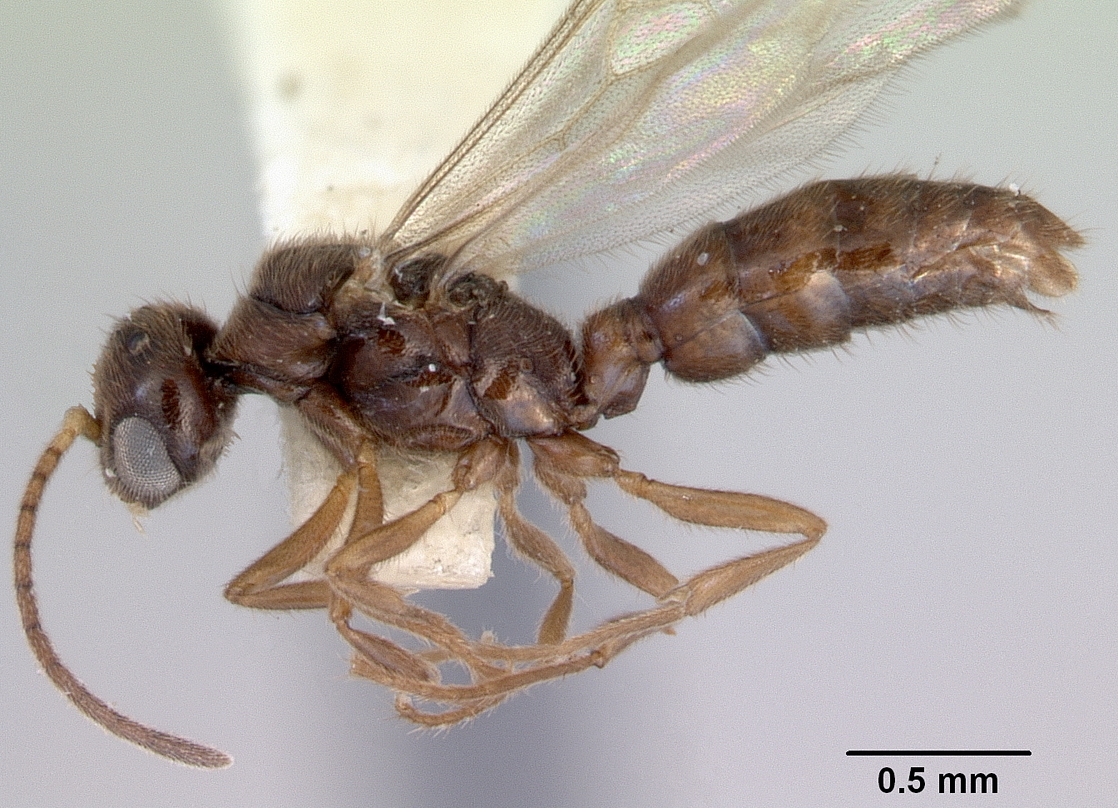
Крылатый самец Prionopelta majuscula
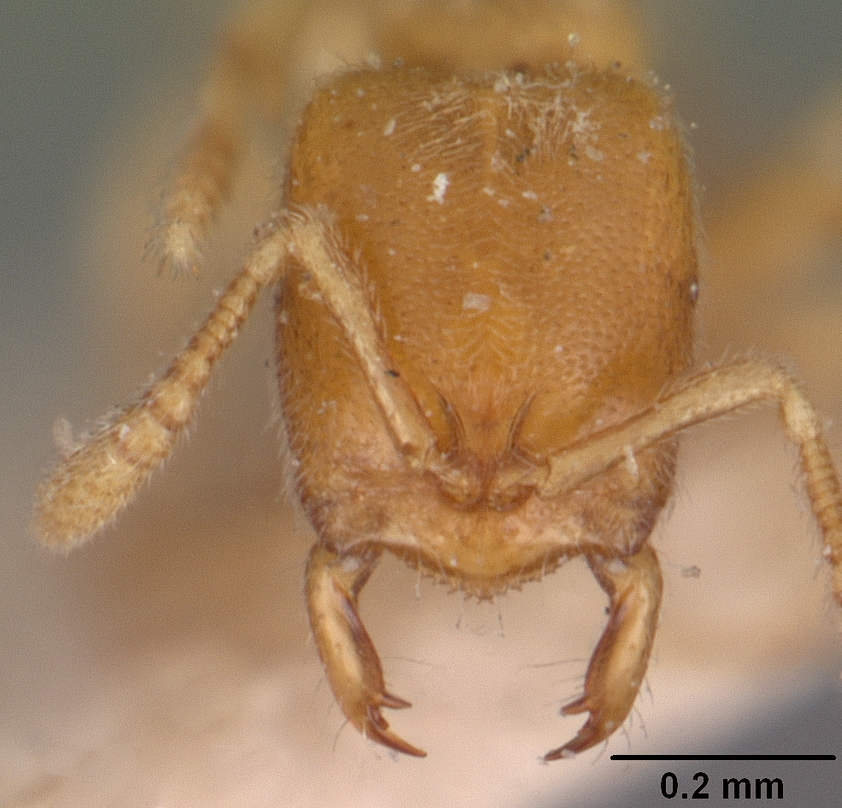
Голова рабочего Prionopelta antillana
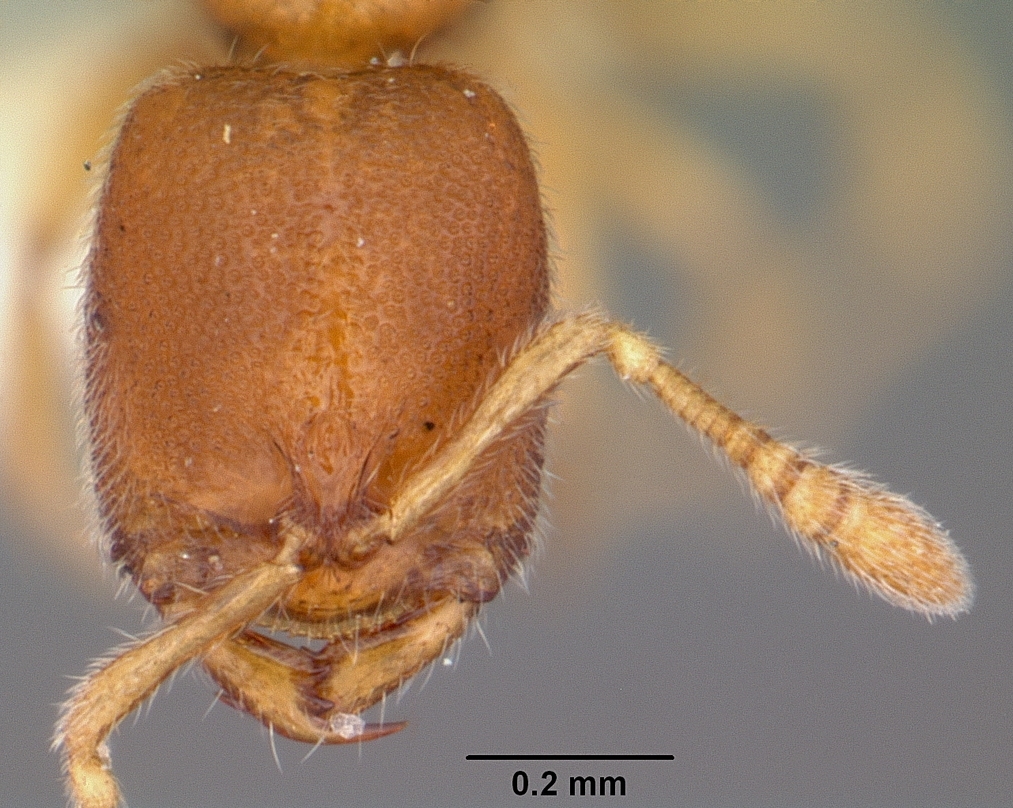
Голова рабочего Prionopelta descarpentriesi
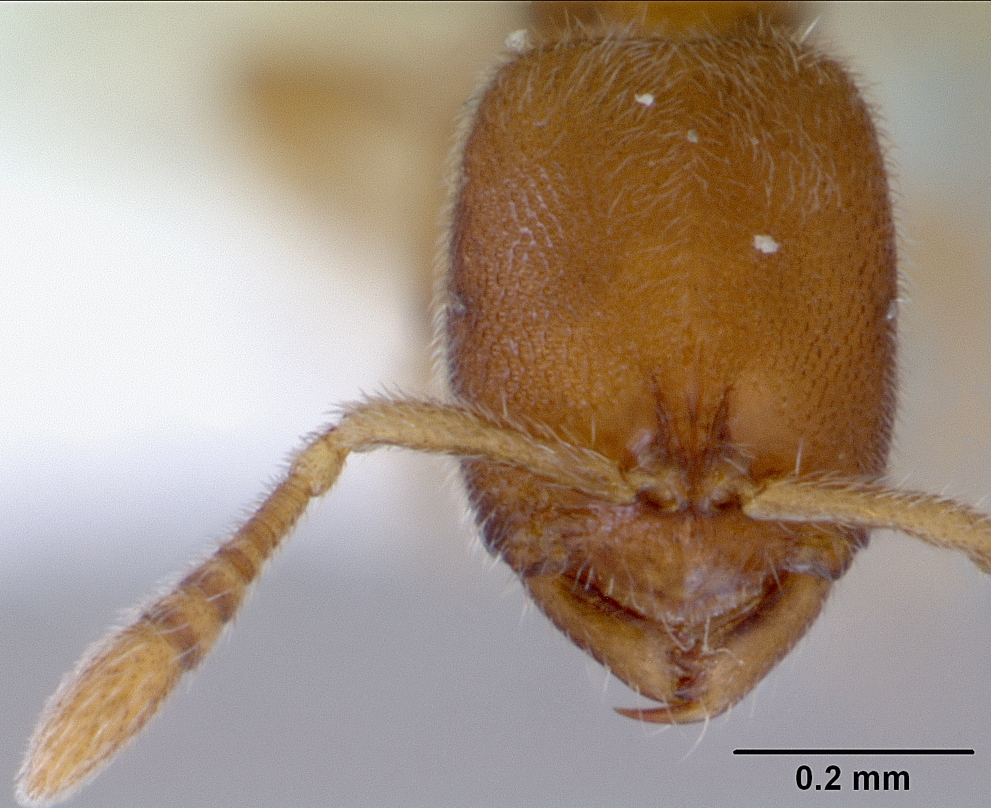
Голова рабочего Prionopelta kraepelini
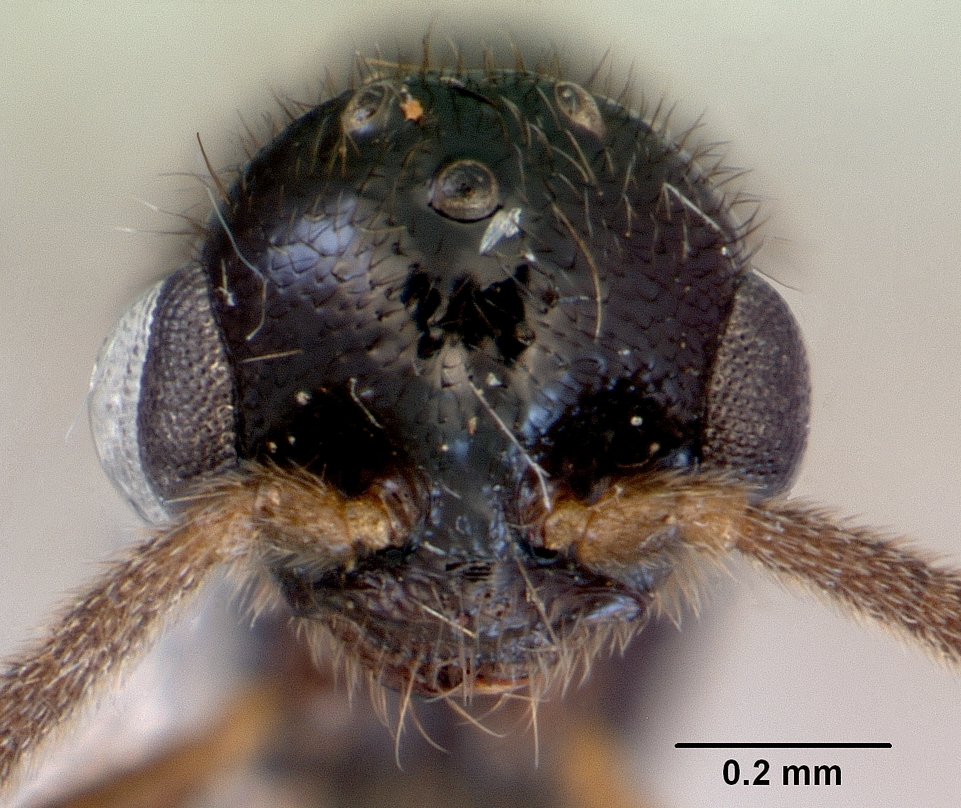
Голова самца Prionopelta kraepelini

## Систематика
Около 20 видов. Ранее род включали в подсемейство Понерины (Ponerinae; Ectatommini или Proceratiini). Prionopelta был впервые описан в 1866 году австрийским мирмекологом Густавом Майром по типовому виду Prionopelta punctulata и материалам из Бразилии. Ранее описанные английским энтомологом Горацием Донисторпом (Horace St. John Kelly Donisthorpe, 1870—1951) таксоны Examblyopone Donisthorpe, 1949 и Renea Donisthorpe, 1947 оказались синонимами рода Prionopelta.
- Prionopelta aethiopica Arnold, 1949
- Prionopelta amabilis Borgmeier, 1949
- Prionopelta amieti Terron, 1974
- Prionopelta antillana Forel, 1909
- Prionopelta brocha Wilson, 1958
- Prionopelta descarpentriesi Santschi, 1924
- Prionopelta humicola Terron, 1974
- Prionopelta kraepelini Forel, 1905
- Prionopelta laurae  Overson & Fisher, 2015
- Prionopelta majuscula Emery, 1897
  - = Examblyopone churchilli Donisthorpe, 1949
  - = Ponera simillima Smith, F., 1860
  - = Prionopelta poultoni Donisthorpe, 1932
  - = Renea testacea Donisthorpe, 1947
- Prionopelta marthae Forel, 1909
- Prionopelta media Shattuck, 2008
- Prionopelta modesta Forel, 1909
- Prionopelta opaca Emery, 1897
- Prionopelta punctulata Mayr, 1866
  - = Prionopelta bruchi Santschi, 1923
  - = Prionopelta mayri Forel, 1909
- Prionopelta robynmae Shattuck, 2008
- Prionopelta seychelles  Overson & Fisher, 2015
- Prionopelta subtilis  Overson & Fisher, 2015
- Prionopelta talos  Overson & Fisher, 2015
- Prionopelta vampira  Overson & Fisher, 2015
- Prionopelta xerosilva  Overson & Fisher, 2015